# Calliphora splendida
Calliphora splendida este o specie de muște din genul Calliphora, familia Calliphoridae. A fost descrisă pentru prima dată de Macquart în anul 1846.
Este endemică în Texas. Conform Catalogue of Life specia Calliphora splendida nu are subspecii cunoscute.